# Yusuf Abdurisag
Yusuf Abdurisag (ur. 6 sierpnia 1999 w Dosze) – katarski piłkarz, występujący na pozycji napastnika w katarskim klubie Al Sadd oraz w reprezentacji Kataru.

## Kariera
Na podstawie:
| Klub         | Miasto   | Debiut                                         | Sukcesy | Mecze w międzynarodowych pucharach |
| ------------ | -------- | ---------------------------------------------- | --- | --- |
| Al Sadd      | Doha     | 28 listopada 2018 Al-Khor 1:2 Al Sadd          | - Mistrz Kataru 2018/19 - Mistrz Kataru 2020/21 - Mistrz Kataru 2021/22 - Puchar Kataru 2019/20 - Puchar Kataru 2020/21 - Puchar Ligi Katarskiej 2021 - Puchar Gwiazd Kataru 2019/20 | Al-Ain FC 3:3 Al Sadd 1:1 Al-Nassr Sepahan FC 2:1 Al Sadd 1:1 Foolad FC Al-Nassr 3:1 Al Sadd Al-Wehdat SC 0:2 Al Sadd Foolad FC 0:1 Al Sadd 1:2 Al-Nassr Al-Faisaly FC 2:1 Al Sadd 5:2 Al-Wehdat SC 3:1 Al Sadd |
| Al-Arabi SC  | Doha     | 21 lutego 2019 Al-Arabi SC 2:1 Al-Shahania SC  | – | – |
| Al-Wakrah SC | Al-Wakra | 30 stycznia 2023 Al-Wakrah SC 0:1 Al-Duhail SC | – | – |

## Statystyki

### Klubowe[3][4]
(aktualne na dzień 26 czerwca 2023)
| Klub         | Sezon   | Liga               | Liga  | Liga   | Puchar krajowy | Puchar krajowy | Kontynentalne | Kontynentalne | Suma  | Suma   |
| Klub         | Sezon   | Liga               | Mecze | Bramki | Mecze          | Bramki         | Mecze         | Bramki        | Mecze | Bramki |
| ------------ | ------- | ------------------ | ----- | ------ | -------------- | -------------- | ------------- | ------------- | ----- | ------ |
| Al Sadd      | 2018/19 | Qatar Stars League | 2     | 0      | 0              | 0              | –             | –             | 2     | 0      |
| Al Sadd      | Łącznie | Łącznie            | 2     | 0      | 0              | 0              | 0             | 0             | 2     | 0      |
| Al-Arabi SC  | 2018/19 | Qatar Stars League | 6     | 0      | 0              | 0              | –             | –             | 6     | 0      |
| Al-Arabi SC  | 2019/20 | Qatar Stars League | 17    | 0      | 0              | 0              | –             | –             | 17    | 1      |
| Al-Arabi SC  | Łącznie | Łącznie            | 23    | 0      | 0              | 0              | 0             | 0             | 23    | 0      |
| Al Sadd      | 2019/20 | Qatar Stars League | 2     | 0      | 1              | 1              | 3             | 0             | 6     | 1      |
| Al Sadd      | 2020/21 | Qatar Stars League | 17    | 2      | 6              | 4              | 5             | 0             | 27    | 6      |
| Al Sadd      | 2021/22 | Qatar Stars League | 14    | 2      | 2              | 1              | 3             | 0             | 19    | 3      |
| Al Sadd      | Łącznie | Łącznie            | 33    | 4      | 9              | 6              | 11            | 0             | 53    | 10     |
| Al-Wakrah SC | 2022/23 | Qatar Stars League | 13    | 5      | 2              | 1              | –             | –             | 15    | 6      |
| Al-Wakrah SC | Łącznie | Łącznie            | 13    | 5      | 2              | 1              | 0             | 0             | 15    | 6      |
| Al-Wakrah SC | Łącznie | Łącznie            | 71    | 9      | 9              | 7              | 11            | 0             | 93    | 16     |

### Reprezentacyjne[5]
(aktualne na dzień 26 maja 2023)
| Występy i gole w reprezentacji | Występy i gole w reprezentacji | Występy i gole w reprezentacji | Występy i gole w reprezentacji | Występy i gole w reprezentacji | Występy i gole w reprezentacji | Występy i gole w reprezentacji | Występy i gole w reprezentacji | Występy i gole w reprezentacji |
| Lp.                            | Data                           | Miasto                         | Przeciwnik                     | Wynik                          | Czas                           | Gole                           | Inne                           | Rozgrywki                      |
| ------------------------------ | ------------------------------ | ------------------------------ | ------------------------------ | ------------------------------ | ------------------------------ | ------------------------------ | ------------------------------ | ------------------------------ |
| 1.                             | 05.09.2019                     | Doha                           | Afganistan                     | 6:0 (4:0)                      | 1'–90'                         |                                | asysta                         | Eliminacje MŚ 2022             |
| 2.                             | 10.09.2019                     | Doha                           | Indie                          | 0:0                            | 1'–60'                         |                                |                                | Eliminacje MŚ 2022             |
| 3.                             | 10.10.2019                     | Dhaka                          | Bangladesz                     | 2:0 (1:0)                      | 1'–68'                         | 1                              |                                | Eliminacje MŚ 2022             |
| 4.                             | 15.10.2019                     | Doha                           | Oman                           | 2:1 (1:0)                      | 1'–66'                         |                                | asysta                         | Eliminacje MŚ 2022             |
| 5.                             | 19.11.2019                     | Duszanbe                       | Afganistan                     | 1:0 (0:0)                      | 1'–56'                         |                                |                                | Eliminacje MŚ 2022             |
| 6.                             | 26.11.2019                     | Doha                           | Irak                           | 1:2 (0:2)                      | 1'–46'                         |                                |                                | Puchar Zatoki Perskiej 2019    |
| 7.                             | 04.12.2020                     | Doha                           | Bangladesz                     | 5:0 (2:0)                      | 80'–90'                        |                                |                                | Eliminacje MŚ 2022             |
| 8.                             | 24.03.2021                     | Doha                           | Luksemburg                     | 0:3 (0:4)                      | 89'–90'                        |                                |                                | mecz towarzyski                |
| 9.                             | 30.03.2021                     | Debreczyn                      | Irlandia                       | 1:1 (0:1)                      | 90+1'–90+4'                    |                                |                                | mecz towarzyski                |
| 10.                            | 03.06.2021                     | Mumbaj                         | Indie                          | 1:0 (1:0)                      | 1'–80'                         |                                |                                | Eliminacje MŚ 2022             |
| 11.                            | 01.09.2021                     | Debreczyn                      | Serbia                         | 0:4 (0:2)                      | 85'–90'                        |                                |                                | mecz towarzyski                |
| 12.                            | 09.10.2021                     | Faro/Loulé                     | Portugalia                     | 0:3 (0:1)                      | 76'–90'                        |                                |                                | mecz towarzyski                |
| 13.                            | 26.08.2022                     | Wiener Neustadt                | Jamajka                        | 1:1 (0:0)                      | 85'–90'                        |                                |                                | mecz towarzyski                |
| 14.                            | 07.01.2023                     | Basra                          | Kuwejt                         | 0:2 (0:2)                      | 76'–90'                        |                                |                                | Puchar Zatoki Perskiej 2023    |
| 15.                            | 10.01.2023                     | Basra                          | Bahrajn                        | 1:2 (1:0)                      | 81'–90'                        |                                |                                | Puchar Zatoki Perskiej 2023    |
| 16.                            | 13.01.2023                     | Basra                          | Zjednoczone Emiraty Arabskie   | 1:1 (0:0)                      | 16'–90'                        |                                |                                | Puchar Zatoki Perskiej 2023    |
| 17.                            | 16.01.2023                     | Basra                          | Irak                           | 1:2 (1:2)                      | 76'–90'                        |                                |                                | Puchar Zatoki Perskiej 2023    |
| 18.                            | 15.06.2023                     | Kingston                       | Jamajka                        | 2:1 (2:0)                      | 1'–46'                         |                                | asysta                         | mecz towarzyski                |
| 19.                            | 19.06.2023                     | Ritzing                        | Nowa Zelandia                  | 1:0 (1:0)                      | ?                              |                                |                                | mecz towarzyski                |
| 20.                            | 26.06.2023                     | Houston                        | Haiti                          | 1:2 (1:1)                      | 1'–90'                         | 1                              |                                | Złoty Puchar CONCACAF 2023     |

## Osiągnięcia
Na podstawie:

### Klubowe
(aktualne na dzień 26 czerwca 2023)
- Mistrz Kataru 2018/19
- Mistrz Kataru 2020/21
- Mistrz Kataru 2021/22
- Puchar Kataru 2019/20
- Puchar Kataru 2020/21
- Puchar Ligi Katarskiej 2021
- Puchar Gwiazd Kataru 2019/20

### Reprezentacyjne
(aktualne na dzień 26 czerwca 2023)
Brak ważniejszych osiągnięć.